# Lista planetelor minore: 243001–244000
Aceasta este lista planetelor minore cu numerele 243001–244000.

## 243001–243100
| Denumire           | Denumire provizorie | Data descoperirii  | Locul descoperirii | Descoperitor(i)        |
| ------------------ | ------------------- | ------------------ | ------------------ | ---------------------- |
| 243001 –           | 2006 TF114          | 1 octombrie 2006   | Apache Point       | A. C. Becker           |
| 243002 –           | 2006 TG119          | 11 octombrie 2006  | Apache Point       | A. C. Becker           |
| 243003 –           | 2006 TY120          | 12 octombrie 2006  | Apache Point       | A. C. Becker           |
| 243004 –           | 2006 UF6            | 16 octombrie 2006  | Catalina           | CSS                    |
| 243005 –           | 2006 UC9            | 16 octombrie 2006  | Catalina           | CSS                    |
| 243006 –           | 2006 UP26           | 16 octombrie 2006  | Kitt Peak          | Spacewatch             |
| 243007 –           | 2006 UL62           | 19 octombrie 2006  | Kitt Peak          | Spacewatch             |
| 243008 –           | 2006 UO67           | 16 octombrie 2006  | Catalina           | CSS                    |
| 243009 –           | 2006 UV71           | 17 octombrie 2006  | Kitt Peak          | Spacewatch             |
| 243010 –           | 2006 UU80           | 17 octombrie 2006  | Mount Lemmon       | Mount Lemmon Survey    |
| 243011 –           | 2006 UW106          | 18 octombrie 2006  | Kitt Peak          | Spacewatch             |
| 243012 –           | 2006 UT139          | 19 octombrie 2006  | Mount Lemmon       | Mount Lemmon Survey    |
| 243013 –           | 2006 UY156          | 21 octombrie 2006  | Mount Lemmon       | Mount Lemmon Survey    |
| 243014 –           | 2006 UN161          | 21 octombrie 2006  | Catalina           | CSS                    |
| 243015 –           | 2006 UK166          | 21 octombrie 2006  | Mount Lemmon       | Mount Lemmon Survey    |
| 243016 –           | 2006 UE172          | 21 octombrie 2006  | Mount Lemmon       | Mount Lemmon Survey    |
| 243017 –           | 2006 UN177          | 16 octombrie 2006  | Catalina           | CSS                    |
| 243018 –           | 2006 UM178          | 16 octombrie 2006  | Catalina           | CSS                    |
| 243019 –           | 2006 UL181          | 16 octombrie 2006  | Catalina           | CSS                    |
| 243020 –           | 2006 UU192          | 16 octombrie 2006  | Catalina           | CSS                    |
| 243021 –           | 2006 UL200          | 21 octombrie 2006  | Kitt Peak          | Spacewatch             |
| 243022 –           | 2006 UG204          | 22 octombrie 2006  | Palomar            | NEAT                   |
| 243023 –           | 2006 UG206          | 23 octombrie 2006  | Kitt Peak          | Spacewatch             |
| 243024 –           | 2006 UJ207          | 23 octombrie 2006  | Palomar            | NEAT                   |
| 243025 –           | 2006 UM216          | 21 octombrie 2006  | Catalina           | CSS                    |
| 243026 –           | 2006 UX224          | 19 octombrie 2006  | Mount Lemmon       | Mount Lemmon Survey    |
| 243027 –           | 2006 UG226          | 20 octombrie 2006  | Palomar            | NEAT                   |
| 243028 –           | 2006 UA233          | 21 octombrie 2006  | Palomar            | NEAT                   |
| 243029 –           | 2006 UF261          | 28 octombrie 2006  | Catalina           | CSS                    |
| 243030 –           | 2006 UN264          | 27 octombrie 2006  | Kitt Peak          | Spacewatch             |
| 243031 –           | 2006 UV295          | 19 octombrie 2006  | Kitt Peak          | M. W. Buie             |
| 243032 –           | 2006 VD23           | 10 noiembrie 2006  | Kitt Peak          | Spacewatch             |
| 243033 –           | 2006 VA37           | 11 noiembrie 2006  | Catalina           | CSS                    |
| 243034 –           | 2006 VH85           | 13 noiembrie 2006  | Kitt Peak          | Spacewatch             |
| 243035 –           | 2006 VT95           | 13 noiembrie 2006  | San Marcello       | San Marcello           |
| 243036 –           | 2006 VO97           | 11 noiembrie 2006  | Kitt Peak          | Spacewatch             |
| 243037 –           | 2006 VC136          | 15 noiembrie 2006  | Mount Lemmon       | Mount Lemmon Survey    |
| 243038 –           | 2006 WP10           | 16 noiembrie 2006  | Socorro            | LINEAR                 |
| 243039 –           | 2006 WN20           | 17 noiembrie 2006  | Catalina           | CSS                    |
| 243040 –           | 2006 WZ47           | 16 noiembrie 2006  | Mount Lemmon       | Mount Lemmon Survey    |
| 243041 –           | 2006 WR123          | 21 noiembrie 2006  | Mount Lemmon       | Mount Lemmon Survey    |
| 243042 –           | 2006 WB139          | 19 noiembrie 2006  | Catalina           | CSS                    |
| 243043 –           | 2006 WW195          | 17 noiembrie 2006  | Mount Lemmon       | Mount Lemmon Survey    |
| 243044 –           | 2006 XY21           | 12 decembrie 2006  | Kitt Peak          | Spacewatch             |
| 243045 –           | 2006 XS31           | 11 decembrie 2006  | Kitt Peak          | Spacewatch             |
| 243046 –           | 2006 XV42           | 12 decembrie 2006  | Mount Lemmon       | Mount Lemmon Survey    |
| 243047 –           | 2006 XJ55           | 15 decembrie 2006  | Mount Lemmon       | Mount Lemmon Survey    |
| 243048 –           | 2006 YO50           | 19 decembrie 2006  | Purple Mountain    | PMO NEO Survey Program |
| 243049 –           | 2007 BQ2            | 17 ianuarie 2007   | Catalina           | CSS                    |
| 243050 –           | 2007 BX3            | 16 ianuarie 2007   | Mount Lemmon       | Mount Lemmon Survey    |
| 243051 –           | 2007 BB65           | 27 ianuarie 2007   | Mount Lemmon       | Mount Lemmon Survey    |
| 243052 –           | 2007 BP73           | 24 ianuarie 2007   | Catalina           | CSS                    |
| 243053 –           | 2007 CD53           | 13 februarie 2007  | Socorro            | LINEAR                 |
| 243054 –           | 2007 CF64           | 13 februarie 2007  | Socorro            | LINEAR                 |
| 243055 –           | 2007 DL20           | 17 februarie 2007  | Kitt Peak          | Spacewatch             |
| 243056 –           | 2007 DV22           | 17 februarie 2007  | Kitt Peak          | Spacewatch             |
| 243057 –           | 2007 DC37           | 17 februarie 2007  | Kitt Peak          | Spacewatch             |
| 243058 –           | 2007 EB24           | 10 martie 2007     | Mount Lemmon       | Mount Lemmon Survey    |
| 243059 –           | 2007 EN105          | 11 martie 2007     | Mount Lemmon       | Mount Lemmon Survey    |
| 243060 –           | 2007 EB125          | 15 martie 2007     | Socorro            | LINEAR                 |
| 243061 –           | 2007 ET172          | 14 martie 2007     | Kitt Peak          | Spacewatch             |
| 243062 –           | 2007 ER192          | 14 martie 2007     | Kitt Peak          | Spacewatch             |
| 243063 –           | 2007 ET206          | 13 martie 2007     | Mount Lemmon       | Mount Lemmon Survey    |
| 243064 –           | 2007 FT44           | 26 martie 2007     | Mount Lemmon       | Mount Lemmon Survey    |
| 243065 –           | 2007 GC1            | 9 aprilie 2007     | Črni Vrh           | Črni Vrh               |
| 243066 –           | 2007 GX17           | 11 aprilie 2007    | Kitt Peak          | Spacewatch             |
| 243067 –           | 2007 GE34           | 13 aprilie 2007    | Siding Spring      | SSS                    |
| 243068 –           | 2007 GN36           | 14 aprilie 2007    | Kitt Peak          | Spacewatch             |
| 243069 –           | 2007 GD37           | 14 aprilie 2007    | Kitt Peak          | Spacewatch             |
| 243070 –           | 2007 GG61           | 15 aprilie 2007    | Kitt Peak          | Spacewatch             |
| 243071 –           | 2007 GA64           | 15 aprilie 2007    | Kitt Peak          | Spacewatch             |
| 243072 –           | 2007 HH3            | 16 aprilie 2007    | Mount Lemmon       | Mount Lemmon Survey    |
| 243073 Freistetter | 2007 HT3            | 16 aprilie 2007    | Drebach            | A. Knöfel              |
| 243074 –           | 2007 HE9            | 18 aprilie 2007    | Mount Lemmon       | Mount Lemmon Survey    |
| 243075 –           | 2007 HZ38           | 20 aprilie 2007    | Socorro            | LINEAR                 |
| 243076 –           | 2007 HC49           | 20 aprilie 2007    | Kitt Peak          | Spacewatch             |
| 243077 –           | 2007 HM59           | 18 aprilie 2007    | Mount Lemmon       | Mount Lemmon Survey    |
| 243078 –           | 2007 HC87           | 24 aprilie 2007    | Kitt Peak          | Spacewatch             |
| 243079 –           | 2007 JN35           | 13 mai 2007        | Tiki               | S. F. Hönig, N. Teamo  |
| 243080 –           | 2007 KP3            | 17 mai 2007        | Catalina           | CSS                    |
| 243081 –           | 2007 LY20           | 12 iunie 2007      | Kitt Peak          | Spacewatch             |
| 243082 –           | 2007 LE33           | 15 iunie 2007      | Kitt Peak          | Spacewatch             |
| 243083 –           | 2007 NU6            | 15 iulie 2007      | Siding Spring      | SSS                    |
| 243084 –           | 2007 NL7            | 11 iulie 2007      | Siding Spring      | SSS                    |
| 243085 –           | 2007 OM4            | 22 iulie 2007      | Siding Spring      | SSS                    |
| 243086 –           | 2007 PH2            | 5 august 2007      | 7300 Observatory   | W. K. Y. Yeung         |
| 243087 –           | 2007 PD37           | 13 august 2007     | Socorro            | LINEAR                 |
| 243088 –           | 2007 PL45           | 11 august 2007     | Siding Spring      | SSS                    |
| 243089 –           | 2007 QN2            | 21 august 2007     | Hibiscus           | S. F. Hönig, N. Teamo  |
| 243090 –           | 2007 QA3            | 22 august 2007     | Hibiscus           | S. F. Hönig, N. Teamo  |
| 243091 –           | 2007 QH8            | 21 august 2007     | Anderson Mesa      | LONEOS                 |
| 243092 –           | 2007 QY12           | 24 august 2007     | Kitt Peak          | Spacewatch             |
| 243093 –           | 2007 RK             | 1 septembrie 2007  | Dauban             | Chante-Perdrix         |
| 243094 Dirlewanger | 2007 RU8            | 6 septembrie 2007  | Wildberg           | R. Apitzsch            |
| 243095 –           | 2007 RG10           | 9 septembrie 2007  | Catalina           | CSS                    |
| 243096 Klauswerner | 2007 RX15           | 12 septembrie 2007 | Wildberg           | R. Apitzsch            |
| 243097 Batavia     | 2007 RF16           | 12 septembrie 2007 | Gaisberg           | R. Gierlinger          |
| 243098 –           | 2007 RX21           | 3 septembrie 2007  | Catalina           | CSS                    |
| 243099 –           | 2007 RR27           | 4 septembrie 2007  | Catalina           | CSS                    |
| 243100 –           | 2007 RQ31           | 5 septembrie 2007  | Catalina           | CSS                    |

## 243101–243200
| Denumire          | Denumire provizorie | Data descoperirii  | Locul descoperirii | Descoperitor(i)     |
| ----------------- | ------------------- | ------------------ | ------------------ | ------------------- |
| 243109 Hansludwig | 2007 RT132          | 12 septembrie 2007 | Taunus             | S. Karge, E. Schwab |
| 243111 –          | 2007 RY138          | 15 septembrie 2007 | Lulin Observatory  | LUSS                |
| 243143 –          | 2007 TE8            | 7 octombrie 2007   | Mayhill            | A. Lowe             |
| 243146 –          | 2007 TJ18           | 7 octombrie 2007   | Nashville          | R. Clingan          |
| 243149 –          | 2007 TT22           | 9 octombrie 2007   | Goodricke-Pigott   | R. A. Tucker        |
| 243158 –          | 2007 TG68           | 11 octombrie 2007  | Calvin-Rehoboth    | Calvin College      |

## 243201–243300
| Denumire           | Denumire provizorie | Data descoperirii | Locul descoperirii | Descoperitor(i)      |
| ------------------ | ------------------- | ----------------- | ------------------ | -------------------- |
| 243204 Kubanchoria | 2007 UA5            | 16 octombrie 2007 | Andrushivka        | Andrushivka          |
| 243262 Korkosz     | 2007 YV47           | 31 decembrie 2007 | Schiaparelli       | L. Buzzi, F. Bellini |
| 243266 –           | 2008 AW             | 4 ianuarie 2008   | Pla D'Arguines     | R. Ferrando          |
| 243279 –           | 2008 CT68           | 7 februarie 2008  | Majorca            | OAM                  |
| 243285 Fauvaud     | 2008 CJ181          | 11 februarie 2008 | Nogales            | J.-C. Merlin         |

## 243301–243400
| Denumire          | Denumire provizorie | Data descoperirii  | Locul descoperirii | Descoperitor(i)      |
| ----------------- | ------------------- | ------------------ | ------------------ | -------------------- |
| 243309 –          | 2008 OB15           | 28 iulie 2008      | La Sagra           | OAM                  |
| 243320 Jackuipers | 2008 SG12           | 24 septembrie 2008 | Calvin-Rehoboth    | Calvin College       |
| 243381 Alessio    | 2008 YM4            | 22 decembrie 2008  | Nazaret            | G. Muler, J. M. Ruiz |
| 243400 –          | 2009 AP1            | 3 ianuarie 2009    | Farra d'Isonzo     | Farra d'Isonzo       |

## 243401–243500
| Denumire           | Denumire provizorie | Data descoperirii  | Locul descoperirii | Descoperitor(i)       |
| ------------------ | ------------------- | ------------------ | ------------------ | --------------------- |
| 243430 –           | 2009 DQ1            | 16 februarie 2009  | Dauban             | F. Kugel              |
| 243434 –           | 2009 DB46           | 19 februarie 2009  | Marly              | P. Kocher             |
| 243440 Colonia     | 2009 FD2            | 17 martie 2009     | Taunus             | S. Karge, E. Schwab   |
| 243447 –           | 2009 GE             | 2 aprilie 2009     | Sierra Stars       | F. Tozzi              |
| 243449 –           | 2009 HP19           | 18 aprilie 2009    | Cordell-Lorenz     | D. T. Durig           |
| 243458 Bubulina    | 2009 QQ38           | 31 august 2009     | Skylive            | F. Tozzi, M. Graziani |
| 243466 –           | 2009 SE104          | 25 septembrie 2009 | Taunus             | S. Karge, R. Kling    |
| 243480 –           | 2009 TQ9            | 14 octombrie 2009  | Bisei SG Center    | BATTeRS               |
| 243491 Mühlviertel | 2009 UH19           | 20 octombrie 2009  | Linz               | D. Voglsam            |

## 243501–243600
| Denumire               | Denumire provizorie | Data descoperirii  | Locul descoperirii | Descoperitor(i)                                     |
| ---------------------- | ------------------- | ------------------ | ------------------ | --------------------------------------------------- |
| 243501 –               | 2009 UR139          | 24 octombrie 2009  | Mount Lemmon       | Mount Lemmon Survey                                 |
| 243502 –               | 2009 UE140          | 25 octombrie 2009  | Kitt Peak          | Spacewatch                                          |
| 243503 –               | 2009 VS26           | 8 noiembrie 2009   | Kitt Peak          | Spacewatch                                          |
| 243504 –               | 2009 VD77           | 8 noiembrie 2009   | Catalina           | CSS                                                 |
| 243505 –               | 2009 VG106          | 9 noiembrie 2009   | Catalina           | CSS                                                 |
| 243506 –               | 2009 WS             | 16 noiembrie 2009  | Calvin-Rehoboth    | L. A. Molnar                                        |
| 243507 –               | 2009 WT26           | 16 noiembrie 2009  | Kitt Peak          | Spacewatch                                          |
| 243508 –               | 2009 WM71           | 18 noiembrie 2009  | Kitt Peak          | Spacewatch                                          |
| 243509 –               | 2009 WB80           | 18 noiembrie 2009  | Kitt Peak          | Spacewatch                                          |
| 243510 –               | 2009 WE84           | 19 noiembrie 2009  | Kitt Peak          | Spacewatch                                          |
| 243511 –               | 2009 WF129          | 20 noiembrie 2009  | Mount Lemmon       | Mount Lemmon Survey                                 |
| 243512 –               | 2009 YF10           | 17 decembrie 2009  | Kitt Peak          | Spacewatch                                          |
| 243513 –               | 2009 YL15           | 18 decembrie 2009  | Kitt Peak          | Spacewatch                                          |
| 243514 –               | 2010 AT58           | 11 ianuarie 2010   | Kitt Peak          | Spacewatch                                          |
| 243515 –               | 2010 AT66           | 11 ianuarie 2010   | Kitt Peak          | Spacewatch                                          |
| 243516 Marklarsen      | 2009 FD2            | 17 martie 2009     | WISE               | WISE                                                |
| 243517 –               | 2010 CD32           | 9 februarie 2010   | Kitt Peak          | Spacewatch                                          |
| 243518 –               | 2010 CK34           | 10 februarie 2010  | Kitt Peak          | Spacewatch                                          |
| 243519 –               | 2010 CX34           | 10 februarie 2010  | Kitt Peak          | Spacewatch                                          |
| 243520 –               | 2010 CH44           | 14 februarie 2010  | Calvin-Rehoboth    | Calvin College                                      |
| 243521 –               | 2010 CF63           | 9 februarie 2010   | Kitt Peak          | Spacewatch                                          |
| 243522 –               | 2010 CA124          | 15 februarie 2010  | Catalina           | CSS                                                 |
| 243523 –               | 2010 CO138          | 13 februarie 2010  | Kitt Peak          | Spacewatch                                          |
| 243524 –               | 2010 DG8            | 16 februarie 2010  | Kitt Peak          | Spacewatch                                          |
| 243525 –               | 2010 DY8            | 16 februarie 2010  | Kitt Peak          | Spacewatch                                          |
| 243526 Russwalker      | 2010 DY28           | 19 februarie 2010  | WISE               | WISE                                                |
| 243527 –               | 2010 DZ42           | 17 februarie 2010  | Kitt Peak          | Spacewatch                                          |
| 243528 –               | 2010 DV46           | 17 februarie 2010  | Kitt Peak          | Spacewatch                                          |
| 243529 Petereisenhardt | 2010 DO50           | 20 februarie 2010  | WISE               | WISE                                                |
| 243530 –               | 2010 DR78           | 17 februarie 2010  | Siding Spring      | SSS                                                 |
| 243531 –               | 2010 EV29           | 5 martie 2010      | Catalina           | CSS                                                 |
| 243532 –               | 2010 EE30           | 5 martie 2010      | Catalina           | CSS                                                 |
| 243533 –               | 2010 EH34           | 5 martie 2010      | Kitt Peak          | Spacewatch                                          |
| 243534 –               | 2010 EO40           | 12 martie 2010     | Catalina           | CSS                                                 |
| 243535 –               | 2010 ET87           | 13 martie 2010     | Mount Lemmon       | Mount Lemmon Survey                                 |
| 243536 Mannheim        | 2010 EQ111          | 15 martie 2010     | Moorook            | E. Schwab                                           |
| 243537 –               | 2010 EL125          | 13 martie 2010     | Kitt Peak          | Spacewatch                                          |
| 243538 –               | 2010 FG21           | 18 martie 2010     | Mount Lemmon       | Mount Lemmon Survey                                 |
| 243539 –               | 2010 FA56           | 19 martie 2010     | Kitt Peak          | Spacewatch                                          |
| 243540 –               | 2010 GH75           | 7 aprilie 2010     | Catalina           | CSS                                                 |
| 243541 –               | 2010 GL75           | 11 aprilie 2010    | Mount Lemmon       | Mount Lemmon Survey                                 |
| 243542 –               | 2010 JT1            | 3 mai 2010         | Kitt Peak          | Spacewatch                                          |
| 243543 –               | 2010 JB29           | 2 mai 2010         | Kitt Peak          | Spacewatch                                          |
| 243544 –               | 2010 JD29           | 2 mai 2010         | Kitt Peak          | Spacewatch                                          |
| 243545 –               | 2010 JO29           | 3 mai 2010         | Kitt Peak          | Spacewatch                                          |
| 243546 Fengchuanliu    | 2010 JH61           | 8 mai 2010         | WISE               | WISE                                                |
| 243547 –               | 2010 JU71           | 3 mai 2010         | Kitt Peak          | Spacewatch                                          |
| 243548 –               | 2010 JN73           | 8 mai 2010         | Mount Lemmon       | Mount Lemmon Survey                                 |
| 243549 –               | 2010 JF158          | 14 mai 2010        | Mount Lemmon       | Mount Lemmon Survey                                 |
| 243550 –               | 1240 T-2            | 29 septembrie 1973 | Palomar            | C. van Houten, I. van Houten-Groeneveld, T. Gehrels |
| 243551 –               | 3266 T-3            | 16 octombrie 1977  | Palomar            | C. van Houten, I. van Houten-Groeneveld, T. Gehrels |
| 243552 –               | 4514 T-3            | 16 octombrie 1977  | Palomar            | C. van Houten, I. van Houten-Groeneveld, T. Gehrels |
| 243553 –               | 5066 T-3            | 16 octombrie 1977  | Palomar            | C. van Houten, I. van Houten-Groeneveld, T. Gehrels |
| 243554 –               | 1981 EL30           | 2 martie 1981      | Siding Spring      | S. J. Bus                                           |
| 243555 –               | 1991 VB8            | 4 noiembrie 1991   | Kitt Peak          | Spacewatch                                          |
| 243556 –               | 1993 HT3            | 20 aprilie 1993    | Kitt Peak          | Spacewatch                                          |
| 243557 –               | 1993 HF4            | 20 aprilie 1993    | Kitt Peak          | Spacewatch                                          |
| 243558 –               | 1993 TJ28           | 9 octombrie 1993   | La Silla           | E. W. Elst                                          |
| 243559 –               | 1993 TR37           | 9 octombrie 1993   | La Silla           | E. W. Elst                                          |
| 243560 –               | 1994 PO5            | 10 august 1994     | La Silla           | E. W. Elst                                          |
| 243561 –               | 1994 YD4            | 31 decembrie 1994  | Kitt Peak          | Spacewatch                                          |
| 243562 –               | 1995 BA8            | 29 ianuarie 1995   | Kitt Peak          | Spacewatch                                          |
| 243563 –               | 1995 FU14           | 27 martie 1995     | Kitt Peak          | Spacewatch                                          |
| 243564 –               | 1995 ML8            | 29 iunie 1995      | Kitt Peak          | Spacewatch                                          |
| 243565 –               | 1995 OU7            | 25 iulie 1995      | Kitt Peak          | Spacewatch                                          |
| 243566 –               | 1995 SA             | 17 septembrie 1995 | Kitt Peak          | Spacewatch                                          |
| 243567 –               | 1995 SP23           | 19 septembrie 1995 | Kitt Peak          | Spacewatch                                          |
| 243568 –               | 1995 SX85           | 26 septembrie 1995 | Kitt Peak          | Spacewatch                                          |
| 243569 –               | 1995 XN4            | 14 decembrie 1995  | Kitt Peak          | Spacewatch                                          |
| 243570 –               | 1995 XR4            | 14 decembrie 1995  | Kitt Peak          | Spacewatch                                          |
| 243571 –               | 1996 AS6            | 12 ianuarie 1996   | Kitt Peak          | Spacewatch                                          |
| 243572 –               | 1996 GA9            | 13 aprilie 1996    | Kitt Peak          | Spacewatch                                          |
| 243573 –               | 1996 LF2            | 8 iunie 1996       | Kitt Peak          | Spacewatch                                          |
| 243574 –               | 1996 RO7            | 5 septembrie 1996  | Kitt Peak          | Spacewatch                                          |
| 243575 –               | 1996 VW17           | 6 noiembrie 1996   | Kitt Peak          | Spacewatch                                          |
| 243576 –               | 1996 VB39           | 7 noiembrie 1996   | Xinglong           | BAO Schmidt CCD Asteroid Program                    |
| 243577 –               | 1996 WE             | 16 noiembrie 1996  | Sudbury            | D. di Cicco                                         |
| 243578 –               | 1996 XO12           | 6 decembrie 1996   | Kitt Peak          | Spacewatch                                          |
| 243579 –               | 1997 NC6            | 9 iulie 1997       | Kitt Peak          | Spacewatch                                          |
| 243580 –               | 1997 PG1            | 5 august 1997      | Majorca            | À. López, R. Pacheco                                |
| 243581 –               | 1997 RH6            | 7 septembrie 1997  | Caussols           | ODAS                                                |
| 243582 –               | 1997 SZ7            | 23 septembrie 1997 | Kitt Peak          | Spacewatch                                          |
| 243583 –               | 1997 TU19           | 2 octombrie 1997   | Kitt Peak          | Spacewatch                                          |
| 243584 –               | 1997 TU20           | 4 octombrie 1997   | Kitt Peak          | Spacewatch                                          |
| 243585 –               | 1997 WY28           | 29 noiembrie 1997  | Kitt Peak          | Spacewatch                                          |
| 243586 –               | 1997 YN12           | 21 decembrie 1997  | Kitt Peak          | Spacewatch                                          |
| 243587 –               | 1998 DU9            | 22 februarie 1998  | Haleakala          | NEAT                                                |
| 243588 –               | 1998 MA6            | 19 iunie 1998      | Kitt Peak          | Spacewatch                                          |
| 243589 –               | 1998 QP3            | 17 august 1998     | Socorro            | LINEAR                                              |
| 243590 –               | 1998 QY82           | 24 august 1998     | Socorro            | LINEAR                                              |
| 243591 –               | 1998 RG3            | 15 septembrie 1998 | Colleverde         | V. S. Casulli                                       |
| 243592 –               | 1998 RQ4            | 14 septembrie 1998 | Socorro            | LINEAR                                              |
| 243593 –               | 1998 RO10           | 13 septembrie 1998 | Kitt Peak          | Spacewatch                                          |
| 243594 –               | 1998 RH37           | 14 septembrie 1998 | Socorro            | LINEAR                                              |
| 243595 –               | 1998 RS79           | 14 septembrie 1998 | Socorro            | LINEAR                                              |
| 243596 –               | 1998 ST79           | 26 septembrie 1998 | Socorro            | LINEAR                                              |
| 243597 –               | 1998 SK83           | 26 septembrie 1998 | Socorro            | LINEAR                                              |
| 243598 –               | 1998 SS99           | 26 septembrie 1998 | Socorro            | LINEAR                                              |
| 243599 –               | 1998 SX153          | 26 septembrie 1998 | Socorro            | LINEAR                                              |
| 243600 –               | 1998 SV154          | 26 septembrie 1998 | Socorro            | LINEAR                                              |

## 243601–243700
| Denumire | Denumire provizorie | Data descoperirii  | Locul descoperirii | Descoperitor(i)     |
| -------- | ------------------- | ------------------ | ------------------ | ------------------- |
| 243609 – | 1998 YY11           | 26 decembrie 1998  | Oizumi             | T. Kobayashi        |
| 243616 – | 1999 FQ76           | 20 martie 1999     | Apache Point       | SDSS                |
| 243624 – | 1999 RF37           | 13 septembrie 1999 | Monte Agliale      | M. M. M. Santangelo |
| 243637 – | 1999 TZ10           | 8 octombrie 1999   | Ceccano            | G. Masi             |
| 243662 – | 1999 VW71           | 15 noiembrie 1999  | Eskridge           | Eskridge            |

## 243701–243800
| Denumire | Denumire provizorie | Data descoperirii  | Locul descoperirii | Descoperitor(i) |
| -------- | ------------------- | ------------------ | ------------------ | --------------- |
| 243733 – | 2000 LZ1            | 4 iunie 2000       | Reedy Creek        | J. Broughton    |
| 243776 – | 2000 SH             | 18 septembrie 2000 | Ondřejov           | L. Šarounová    |
| 243777 – | 2000 SJ             | 19 septembrie 2000 | Emerald Lane       | L. Ball         |

## 243901–244000
| Denumire | Denumire provizorie | Data descoperirii | Locul descoperirii | Descoperitor(i)             |
| -------- | ------------------- | ----------------- | ------------------ | --------------------------- |
| 243914 – | 2001 HY22           | 26 aprilie 2001   | Desert Beaver      | W. K. Y. Yeung              |
| 243936 – | 2001 PA15           | 13 august 2001    | Kvistaberg         | Uppsala-DLR Asteroid Survey |
| 243951 – | 2001 QX163          | 31 august 2001    | Desert Eagle       | W. K. Y. Yeung              |